# Kismet
Kismet er en amerikansk stumfilm fra 1920 af Louis J. Gasnier.

## Medvirkende
- Otis Skinner som Hajj the Beggar
- Rosemary Theby som Kut-al-Kulub
- Elinor Fair som Marsinah
- Marguerite Comont som Nargis
- Nicholas Dunaew som Nasir
- Herschel Mayall som Jawan
- Fred Lancaster som Zayd
- Leon Bary som Caliph Abdullah
- Sidney Smith som Jester
- Hamilton Revelle som Wazir Mansur
- Tom Kennedy som Kutayt
- Sam Kaufman som Amru
- Emmett King som Wazir Abu Bakr
- Fanny Ferrari som Gulnar
- Emily Seville som Kabirah